# 몰도바 항공의 운항 노선
몰도바 항공은 다음과 같은 노선을 운항하고 있다.(2016년 11월 기준)

## 운항 노선

### 아프리카
- 이집트
  - 샤름엘셰이크 - 샤름엘셰이크 국제공항 전세편

### 유럽
- 오스트리아
  - 빈 - 빈 국제공항[1]
- 벨기에
  - 브뤼셀 - 브뤼셀 공항[2]
- 몰도바
  - 키시너우 - 키시너우 국제공항 허브
- 그리스
  - 아테네 - 아테네 국제공항
  - 코르푸 - 코르푸 국제공항 전세편
  - 헤라클리온 - 헤라클리온 국제공항 전세편
  - 테살로니키 - 테살로니키 국제공항 전세편
  - 로도스 - 로도스 국제공항 전세편
- 독일
  - 베를린 - 베를린 테겔 국제공항 (2017년 4월 11일 취항)[3]
  - 프랑크푸르트 - 프랑크푸르트 공항
- 러시아
  - 모스크바
    - 도모데도보 국제공항
    - 셰레메티예보 국제공항

  - 상트페테르부르크 - 풀코보 국제공항
  - 크라스노다르 - 크라스노다르 국제공항 (2017년 4월 28일 취항)[3]
- 루마니아
  - 부쿠레슈티 - 헨리 코안더 국제공항
- 스페인
  - 바르셀로나 - 바르셀로나 엘프라트 공항
  - 마드리드 - 마드리드 바라하스 국제공항[4]
  - 팔마 데 마요르카 - 팔마 데 마요르카 공항 전세편
- 우크라이나
- 키예프 - 보리스필 국제공항
- 오데사 - 오데사 국제공항 (일시중단)[5]
- 영국
  - 런던 - 런던 스탠스테드 공항[6]
- 이탈리아
  - 로마 - 레오나르도 다 빈치 국제공항
  - 밀라노 - 밀라노 말펜사 국제공항
- 키프로스
  - 라르나카 - 라르나카 공항
- 튀르키예
  - 이스탄불 - 아타튀르크 국제공항
  - 안탈리아 - 안탈리아 공항
  - 보드룸 - 밀라스-보드룸 공항
- 포르투갈
  - 리스본 - 리스본 포르텔라 공항
- 프랑스
  - 파리 - 파리 샤를 드 골 공항